# Elaeocarpus vaccinioides
Elaeocarpus vaccinioides là một loài thực vật có hoa trong họ Côm. Loài này được F.Muell. ex Brongn. & Gris mô tả khoa học đầu tiên năm 1865.